# 郡参事会
郡参事会（ぐんさんじかい）は、明治時代から大正時代にかけて、地方公共団体であった時期の郡に置かれた機関。

## 概要
郡参事会は、1890年（明治23年）5月制定の郡制によって設置された郡会の付属機関である。郡長が郡参事会議長を兼ね、郡参事会を主宰した。
郡参事会は、郡会議員の互選による3人と知事選任の1人、それに議長を務める郡長の5人で構成された。同会は、郡会提出議案の事前審査、郡会委任事項や臨時急施事項の議決のほか、町村監督事務への参与など、広範な権限を有していた。
1923年（大正12年）、原内閣により実施された郡制廃止を受け、郡会と共に郡参事会も廃止された。